# Omoha
Omoha es una localidad del estado mexicano de Chiapas. Es parte del municipio de Tuxtla Chico.

## Demografía
| Gráfica de evolución demográfica |
|                                  |

| Censo | Población |
| ----- | --------- |
| 1910  | 543       |
| 1921  | 647       |
| 1930  | —         |
| 1940  | 394       |
| 1950  | 905       |
| 1960  | 1 298     |
| 1970  | 1 637     |
| 1980  | 1 519     |
| 1990  | 1 072     |
| 2000  | 976       |
| 2010  | 1 131     |
| 2020  | 1 174     |